# Matriz BCG

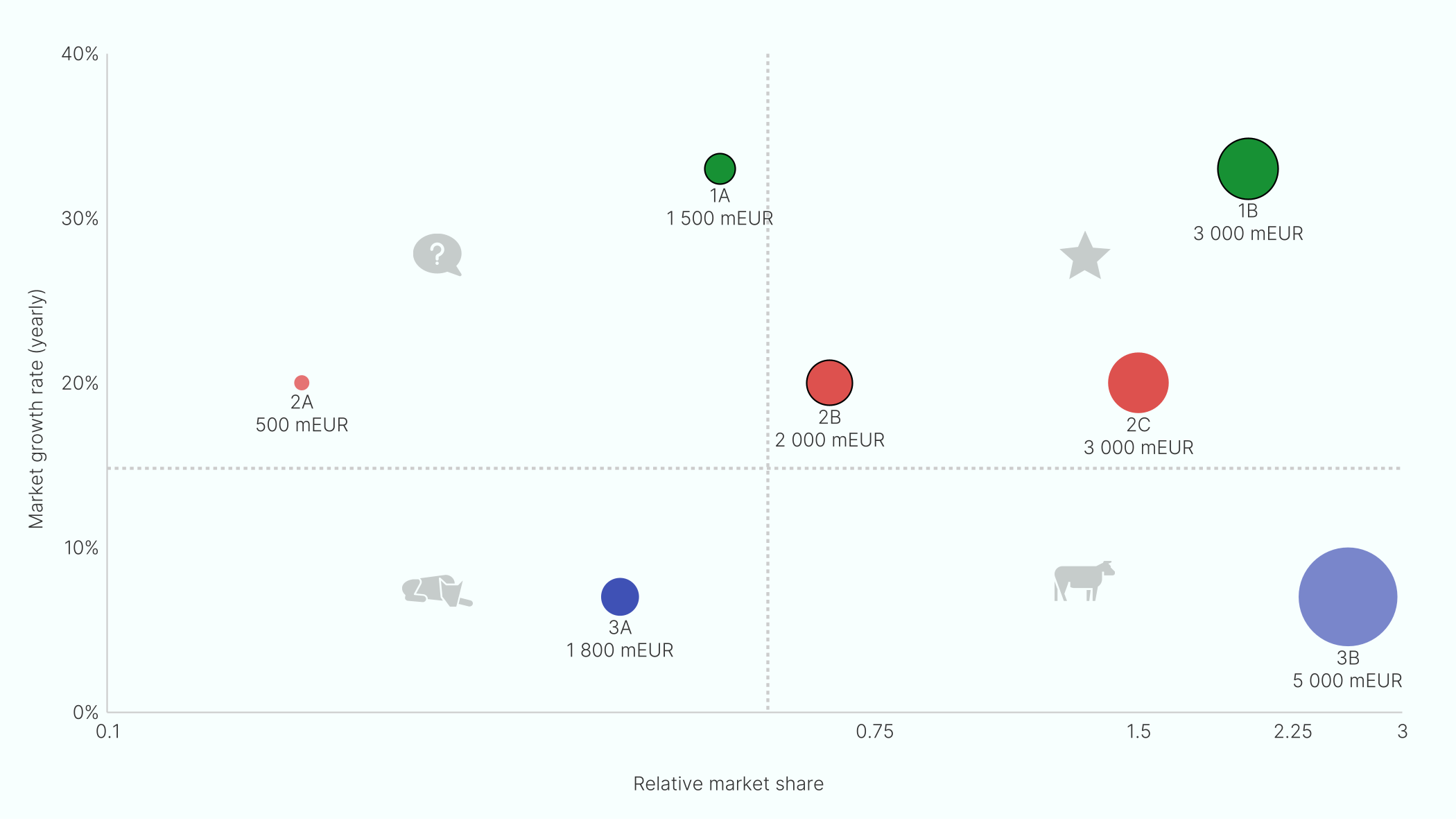
Exemplo de uma matriz BCG. Os produtos com a mesma cor pertencem ao mesmo mercado. Os produtos com um contorno preto indicam os produtos que pertencem à própria empresa. O gráfico foi criado com Fancy BCG Matrix.

A Matriz BCG é uma análise gráfica desenvolvida por Bruce Henderson para a empresa de consultoria empresarial americana Boston Consulting Group em 1970. Seu objetivo é suportar a análise de portfólio de produtos ou de unidades de negócio baseado no conceito de ciclo de vida do produto. Ela é utilizada para alocar recursos em atividades de gestão de marcas e produtos (marketing), planejamento estratégico e análise de portfólio. Esta matriz é uma das formas mais usuais de representação do posicionamento de produtos ou unidades estratégicas de negócio da empresa em relação a variáveis externas e internas.

## Gráfico
A matriz tem duas dimensões: taxa de crescimento do mercado e participação de mercado (que é a participação da empresa em relação à participação de seu maior concorrente). No eixo usualmente considerado como Y, representa-se a taxa de crescimento do mercado. Esta possui escala linear e o ponto intermédio, que delimita as diversas zonas, é a taxa de crescimento médio do mercado. O eixo X representa por sua vez a participação de mercado relativa. Para este eixo, a escala utilizada é de base logarítmica (base 10) e o ponto intermediário tem o valor unitário. Nesta situação intermediária, a empresa e o líder de mercado teriam a mesma participação de mercado. As posições de liderança em relação à participação de mercado estão localizadas à esquerda do ponto intermediário. 
Quanto maior a participação de mercado de um produto ou quanto mais rápido o mercado de um produto cresce, melhor para a empresa. Este método é baseado no ciclo de vida dos produtos e é utilizado para definir prioridades a dar aos diferentes produtos de uma empresa.

## Classificação dos quadrantes
Os produtos devem ser posicionados na matriz e classificados de acordo com cada quadrante:
- Ponto de interrogação (também conhecido como "criança-problema" ou "dilema" ou "oportunidade"): tem a pior característica quanto a fluxo de caixa, pois exige altos investimentos e apresenta baixo retorno sobre ativos e tem baixa participação de mercado. Se nada é feito para mudar a participação de mercado, pode absorver diversos investimentos e depois se tornar um "abacaxi". Por outro lado, por estar em um mercado de alto crescimento pode-se tornar um produto "estrela".
- Estrela: exige grandes investimentos e é referência no mercado, gerando receitas e desfrutando de taxas de crescimento potencialmente elevadas. Fica frequentemente em equilíbrio quanto ao fluxo de caixa. Entretanto, a participação de mercado deve ser mantida, pois pode-se tornar numa "vaca leiteira" se  houver perda de mercado.
- Vaca leiteira: os lucros e a geração de caixa são altos. Como o crescimento do mercado é baixo, não são necessários grandes investimentos. Pode ser a base de uma empresa, já que a empresa detém uma quota de mercado considerável.
- Abacaxi (também conhecido como "cão" ou "vira-lata", expressões que não traduzem bem o conceito em português): os "abacaxis" devem ser evitados e minimizados numa empresa. Cuidado com os caros planos de recuperação. Invista se for possível na recuperação, senão desista do produto. A baixa participação de mercado gera poucos lucros, mas estes estão associados a um baixo investimento devido ao crescimento do mercado praticamente nulo. A avaliação destes produtos deve ser feita de maneira a conseguir posicioná-los de maneira mais atrativa e rentável para a empresa, ou mesmo abandoná-los, quando a rentabilidade não seja de todo possível.

Uma empresa pode lançar um produto inserido em qualquer um dos quadrantes analisados em cima. Mas, as empresas têm mais interesse em lançar produtos inseridos em mercados com elevadas taxas de crescimento e, quando o fazem, raramente são líderes de mercado. Assim sendo, a maioria dos produtos, quando são lançados, estão inseridos no quadrante dos "Dilemas". Com as alterações de mercado um produto pode evoluir do quadrante dos "Dilemas" para qualquer um dos outros quadrantes. Não há uma evolução pré determinada do percurso que um produto fará dentro da Matriz BCG.  No entanto, um produto com sucesso em determinado mercado tenderá a passar pelas quatro fases. Se um "Dilema" tiver sucesso transforma-se numa "Estrela", isto é, o produto torna-se líder num mercado em forte crescimento. Com o passar do tempo a taxa de crescimento do mercado reduz-se e o produto migra para o quadrante das "Vacas Leiteiras" onde ainda é líder de mercado. Quando a empresa perde a liderança de mercado nesse produto este transforma-se num "Abacaxi".
A descrição acima estabelece alguns paralelismos entre a Matriz BCG e o Ciclo de vida do produto. De acordo com Coelho et al. (1998) ao quadrante dos dilemas podemos associar a fase de introdução, as estrelas estão associadas à fase de crescimento, as vacas leiteiras correspondem à fase de maturidade e por fim os abacaxis correspondem à fase de declínio do ciclo de vida do produto.

## Desvantagens
Algumas desvantagens deste modelo são:
- alta participação de mercado não é o único fator de sucesso, e este método não permite avaliar outros;
- crescimento de mercado não é o único indicador de atratividade de um mercado, e a matriz BCG apenas contempla este fator;
- às vezes um "abacaxi" pode gerar mais caixa que uma "vaca leiteira".

## Conclusões

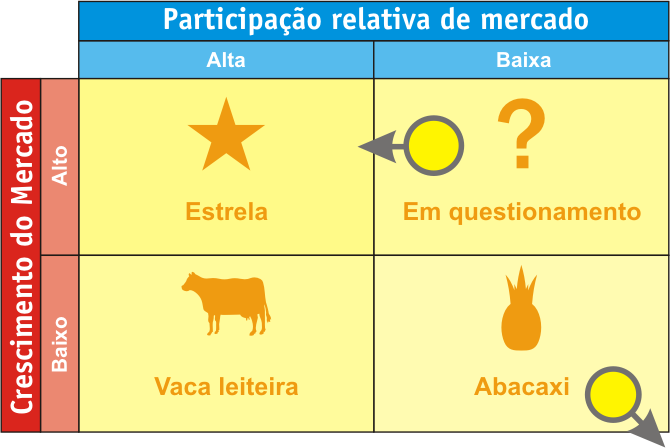
Matriz BCG - Boston Consulting Group

De acordo com Daniel Castelo (estudioso sobre a Matriz BCG): "Para ter sucesso, uma empresa precisa ter um portfólio de produtos com diferentes taxas de crescimento e diferentes participações no mercado. A composição deste portfólio é uma função do equilíbrio entre fluxos de caixa. Produtos de alto crescimento exigem injeções de dinheiro para crescer. Produtos de baixo crescimento devem gerar excesso de caixa. Ambos são necessários simultaneamente."
A Matriz BCG tem a vantagem de não apresentar uma só estratégia para todos os produtos, bem como equilibrar a carteira de negócios e produtos em  geradores e tomadores de caixa.
Consegue-se assim uma representação visual simples dos produtos e serviços da empresa, e das suas avaliações relativas. Esta representação gráfica pode ajudar nas tomadas de decisão. 